# Книгарь (часопис)
Книгарь — критико-бібліографічний щомісячний часопис, що видавався в з вересня 1917 до березня 1920 в Києві видавництвом «Час». Відіграв значну роль у становленні нової української літературної критики та розвитку української бібліографії.
Основним завданням часопису була бібліографічна реєстрація поточної видавничої діяльності в Україні. Крім поточного бібліографічного обліку друкованої продукції часопис висвітлював теоретико-методологічні та методичні проблеми української бібліографії, друкував матеріали з історії українського книговидання та української книжки.
Про культурну цінність «Книгаря» ішлося ще в першому номері: 
| … Виявляється, справді пекуча потреба в спеціальному періодичному органі, який би займався виключно справами видавництва, був би спокійним і безстороннім літописом нашого письменства і давав би змогу кожному, кому близькі інтереси нашої літературної творчості, бути в курсі цієї справи. |
Публікації «Книгаря» містили серйозні аналітичні матеріали книговидавничої справи в Україні, яка щойно починала формуватися. Часопис став трибуною для патріотичної української інтелігенції.

## Історія
Його перше число датоване кінцем серпня 1917 року, останнє, потроєне число № 29-31, — січнем-березнем 1920 року.
Журнал припинив існування навесні 1920 року, коли в Україні встановилася радянська влада, яка почала здійснення «культурних» реформ, внаслідок яких ліквідовувалися приватні бібліотеки. «Книгарь» було закрито «на основі, що не може бути ніякого видавництва ні книжок, ні журналів, крім державних».
Через «непереможні труднощі в справі здобуття дозволу на друк і папір» (з оголошення в останньому випуску часопису), які цілеспрямовано створювала Радянська влада, на початку 1920 року «Книгар» припинив своє існування.
У наступні роки абсолютна більшість української інтелігенції, яка співпрацювала з ним, була репресована або врятувалася еміграцією за кордон.

## Люди
Редактори:
- Першим редактором «Книгаря» був український громадський діяч, письменник Василь Королів-Старий. Під його редакцією вийшло 18 чисел часопису (1917. ч. 1 — 1919, ч. 18). За час редагування опублікував на його сторінках 37 статей та відгуків на нові видання.
- Наступні числа (1919, ч. 19 — 1920, ч. 31) редагував український поет, перекладач, літературознавець Микола Зеров.

З часописом співпрацювали:
- літературознавці Сергій Єфремов, Іларіон Свєнціцький, Павло Богацький, Юрій Меженко, Михайло Могилянський, Андрій Ніковський, Микола Плевако, Ієремія Айзеншток, Павло Филипович,
- письменники Олександр Олесь, Микола Садовський, Михайло Івченко, Людмила Старицька-Черняхівська, Олександр Грудницький,
- історики Дмитро Дорошенко, Йосип Гермайзе, Орест Левицький, Вадим Модзалевський, Костянтин Лоський,Володимир Міяковський, Віктор Романовський,
- мовознавці Сергій Паночіні, Всеволод Ганцов, Олекса Синявський, Євген Тимченко,
- мистецтвознавці Микола Бурачек, Федір Ернст, Костянтин Широцький,
- музикознавці Олександр Кошиць, Лев Ревуцький,
- педагог Софія Русова та багато інших видатних діячів української культури й науки.

До роботи над рецензіями були залучені Д. Багалій, О. Білоусенко, О. Дорошкевич, Е. Митецький, М. Зеров, А. Кримський, О. Лотоцький, С. Петлюра, Д. Ревуцький, С. Черкасенко й ще більш ніж 60 авторів.

## Вміст
Часопис формували статті, рецензії, хроніка, повідомлення про діяльність і плани видавництв, зміст нових книжок тощо.
Рубрики часопису: «Історія», «Історичні оповідання», «Публіцистика», «Економіка», «Політико-агітаційна література», «Красне письменство» (белетристика), «Педагогіка і школа», «Видання для дітей», «Довідкова література», «Медицина», «Мистецтво», «Поезія», «Театр і п'єса», «Художні видання», «Біографії», «Часописи», «Музика», «Релігія та церква».
Розділ «Критика і бібліографія» містив огляд тогочасних новинок книжкового ринку України.
«Книгарь» вмістив понад 130 розвідок з тем: українська книга в історичному аспекті та її сучасний стан, мовознавчі статті, бібліотечна справа та бібліографія, проблеми художньої літератури й літературної критики.
За неповні три роки часопис зареєстрував 1232 україномовні книжки, на 1173 з яких були вміщені у ньому анотації чи короткі рецензії.
Бібліографічні матеріали, опубліковані на сторінках «Книгаря», умовно можна поділити на три частини:
- статті, орієнтовані на широке коло читачів і присвячені питанням художньої літератури, літературної критики, історії книги, книжковій торгівлі, культурі книги; розвідки з питань бібліотечної справи та бібліографії.
- відомості про літературне життя («звістки і чутки»), видавнича хроніка та листування редакції.
- власне бібліографічна, найбільша за обсягом частина, що вміщувала рецензії (розділ «Критика і бібліографія»), списи нових книг, надісланих до редакції та спроби реєстру нових українських періодичних видань.